# Or Jehuda
Or Jehuda (hebräisch אור יהודה, arabisch أور يهودا, DMG Ūr Yahūdā) ist eine Stadt in Israel. Sie liegt südöstlich von Tel Aviv im Gusch Dan. 2018 betrug die Einwohnerzahl 36.864. Den Status einer Stadt erhielt die 5 km² große Ortschaft 1988.
2008 stiftete der stellvertretende Bürgermeister von Or Jehuda Einwohner dazu an, hunderte Neue Testamente zu verbrennen.
Or Jehuda ist Sitz der Firma Babylon Translator, die Online-Übersetzungsprogramme herstellt, sowie der Genealogie-Plattform MyHeritage.